# Rebec

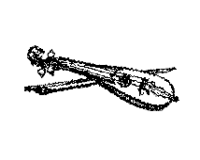
Rebec im Syntagma musicum von Michael Praetorius, 1619

Die Rebec, auch rebeck, rebecke, rebekke, ist als Kleingeige ein Vorläufer der heutigen Violine und kam wahrscheinlich im 10. Jahrhundert bzw. im Hochmittelalter über Spanien nach Mitteleuropa. Ihr Name geht wie der zahlreicher Saiteninstrumente zwischen Nordafrika und Südostasien auf die arabische Wurzel r-b-b zurück. Die Form dieses Lauteninstruments ähnelt der afghanischen Halslaute Rubab, unterscheidet sich jedoch von der türkischen Spießlaute Rebap. Ursprünglich hatte das Instrument 1–3  Saiten in Quinten gestimmt (g, d`, a`). Die Rebec des 16. und 17. Jahrhunderts hat keine Bünde.

## Saitenzahl und Stimmung

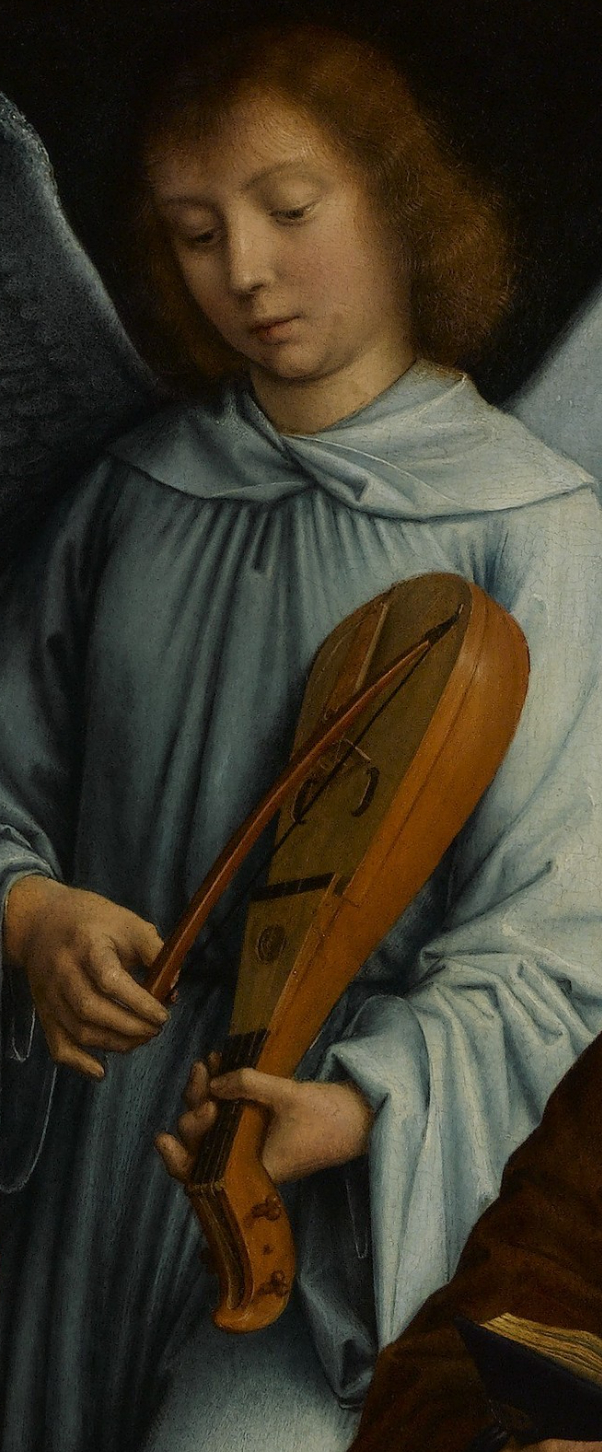
Gerard David: Engel mit Rebec, 1509

Die Zahl der Saiten variiert zwischen eins und fünf, wobei drei die häufigste Variante ist. Oft sind sie in Quinten gestimmt z. B. d' a' e". Der Tonbereich ist meist im Sopran bzw. Diskant. Es gab unter anderem im 17. Jahrhundert auch größere Exemplare, so dass es Stücke für Rebec-Konsorts gab, ähnlich wie bei Violen.

## Form
Der Korpus ist meist birnenförmig, kann aber auch flach und einer Geige ähnlich sein. Aufgrund ihrer Bauweise wird die Rebec wie die Drehleier und die Fidelabkömmlinge zu den Sattelknopfinstrumenten gerechnet.

## Verwendung
Dass die Rebec kein Instrument der höheren Stände gewesen sein soll und Spielleute damit nur „zum Tanz aufspielten“, ist ein gängiges Vorurteil, das sich aus der Rezeptionsgeschichte des Instruments im 20. Jahrhundert ergibt. Das Gegenteil ist der Fall: Der Musiktheoretiker des 15. Jahrhunderts Johannes Tinctoris gibt der Rebec den Vorrang vor anderen Instrumenten seiner Zeit und schlägt vor, es nur für sakrale Musik zu verwenden, was u. a. darauf hinweist, dass es zumindest sehr verbreitet und anerkannt in höheren Schichten gewesen sein muss.

„Meine Instrumente sind die viola und das rebecum. Die meinen, sage ich, weil durch dieselben mein Geist zum Affekt der Frömmigkeit emporsteigt und weil sie mein Herz zur Betrachtung der himmlischen Freuden auf das intensivste anspornen. Deswegen möchte ich sie auch lieber für  heilige Dinge und für die geheimnisvollen Tröstungen des Gemütes verwendet wissen als zu profanen Festen.“

## Namens- oder bauartverwandte Instrumente

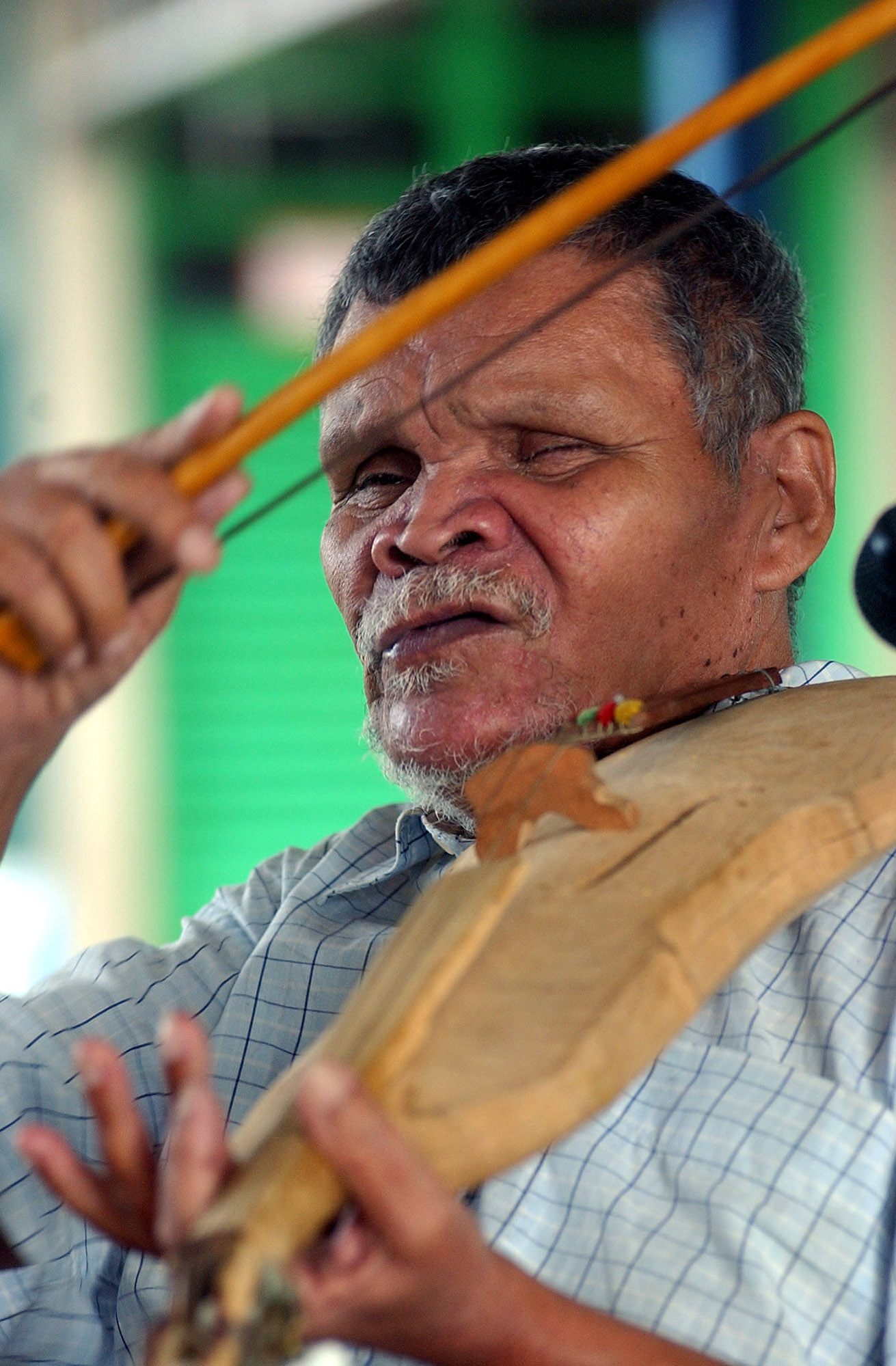
Rabeca-Spieler in Brasilien, 2007

- Rababa, ein- bis zweisaitige kastenförmige Fiedel in der arabischen Volksmusik
- Rabeca, drei- oder viersaitige Violine portugiesischen Ursprungs in Brasilien
- Rabel (Hirtengeige), zwei- oder dreisaitige Violine spanischen Ursprungs
- Robeke, auch mbeka, einsaitige Streichlaute der indonesischen Insel Flores
- Kemençe in der Schwarzmeerregion, auch Lyra genannt
- Gadulka in Bulgarien
- Dran-nye oder Dramyin im Himalayagebiet
- Qanbus im Jemen
- Tanzmeistergeige